# Astraeus hygrometricus
Astrée hygrométrique, Géastre hygrométrique
Espèce
Astraeus hygrometricus , l'Astrée hygrométrique ou le Géastre hygrométrique, est une espèce de champignons  de la famille des Diplocystaceae. Morphologiquement proche du genre Geastrum, le genre Astraeus en est pourtant très éloigné d'un point de vue évolutif. L'espèce est présente sur l'ensemble du sud de l'Europe au sein des forêts sèches de chênes et de pins avec qui elle est en association.

## Systématique

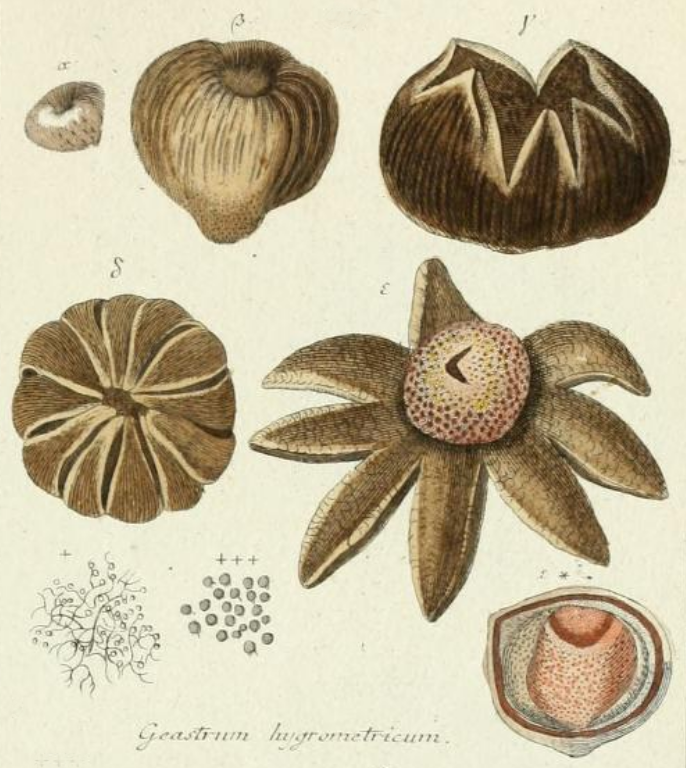
Astraeus hygrometricus

L'espèce est décrite pour la première fois par Christiaan Hendrik Persoon en 1801 sous le nom de Geastrum hygrometricus. Mais malgré une apparence générale similaire, A. hygrometricus n'est pas apparenté aux espèces du genre Geastrum. En 1885, le botaniste américain Andrew P. Morgan justifie la création du genre distinct Astraeus par la plus grande taille des spores.
Il s'agit d'une convergence évolutive, Astraeus et Geastrum étant des groupes très éloignés d'un point de vue systématique. En effet, alors que les espèces d'Astraeus sont des basidiomycètes classées dans les Boletales, les espèces de Geastrum sont des ascomycètes rangées au sein des Geastrales.
Le genre Astraeus est particulièrement commun dans les régions tempérées et tropicales. Originellement considérée comme cosmopolite, l'espèce Astraeus hygrometricus a été scindée en plusieurs espèces et sa définition se limite aujourd'hui aux exemplaires sud-européens de la France à la Turquie, avec A. telleriae présente sur ses bordures espagnole et grecque. Sur des bases de phylogénétique moléculaire, les populations asiatiques ont été nommées A. asiaticus et A. odoratus et les populations Nord-américaines ont été divisées en A. pteridis, A. morganii et A. smithii.

## Description

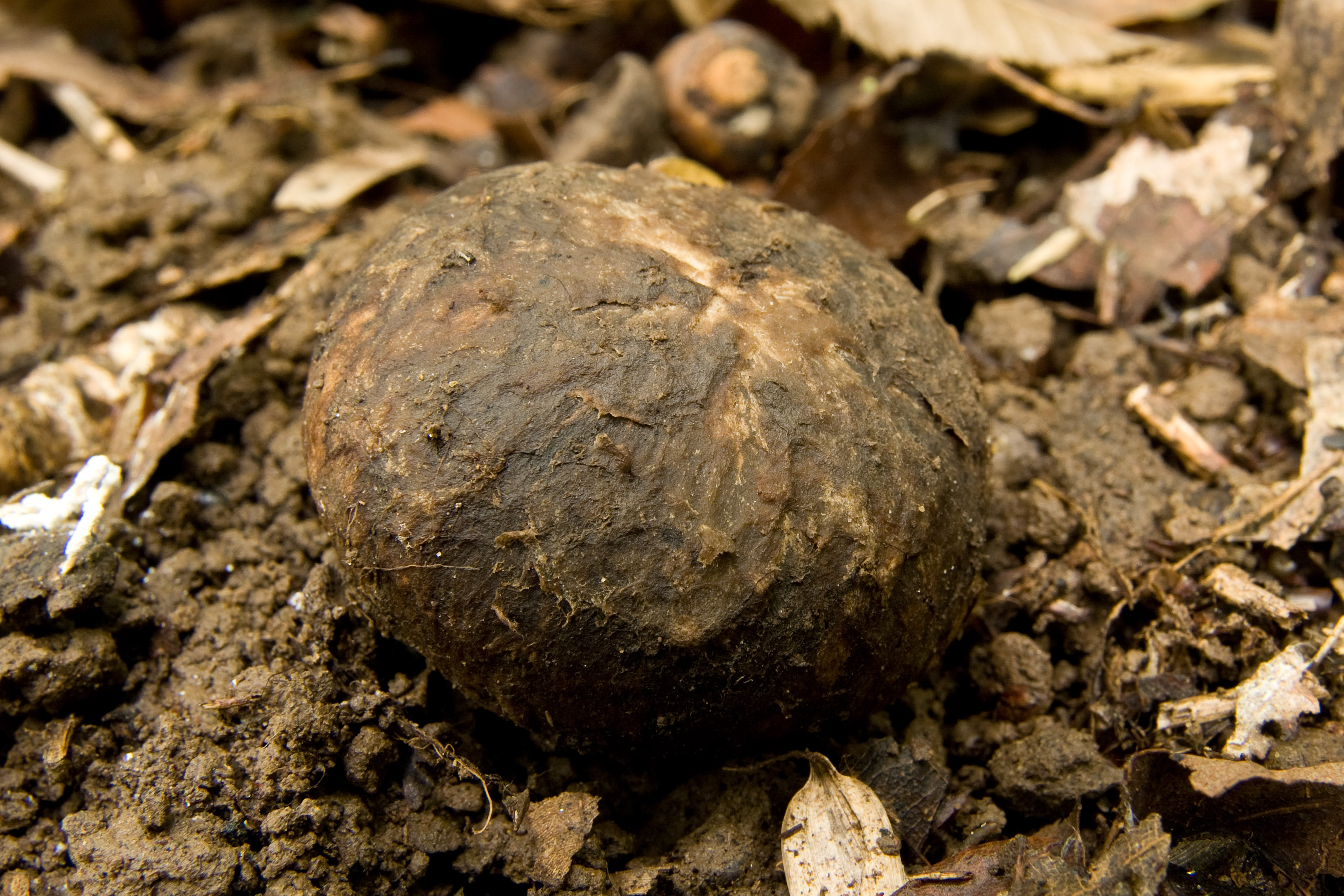
Astraeus hygrometricus (primordium)

Lorsqu'ils ne sont pas ouvert, les jeunes spécimens ressemblent à des Vesse-de-loup. À maturité, le sporophore présente la forme étoilée caractéristique des genres Astraeus et Geastrum.

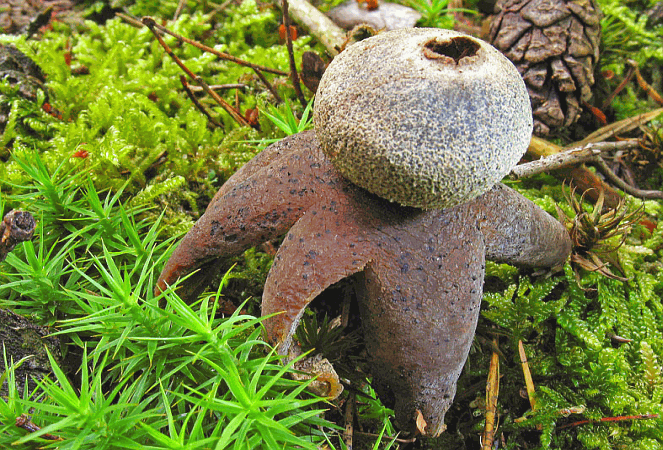
Astraeus hygrometricus

L'Astrée hygrométrique a pour capacité de s'ouvrir par temps humide afin d'expulser ses spores dans les conditions idéales et de refermer ses rayons lors de temps secs, afin de protéger son sporophore ; raison de sa dénomination. Les rayons ont une surface irrégulièrement fissurée, tandis que le sac à spores est brun pâle et lisse avec une fente ou une déchirure irrégulière au sommet. La partie interne, la gléba, est blanche au départ, mais devient brune et poudreuse lorsque les spores arrivent à maturité. Les spores sont brun rougeâtre, grossièrement sphériques avec des verrues minuscules, mesurant 7,5 à 11 μm de diamètre.

## Écologie

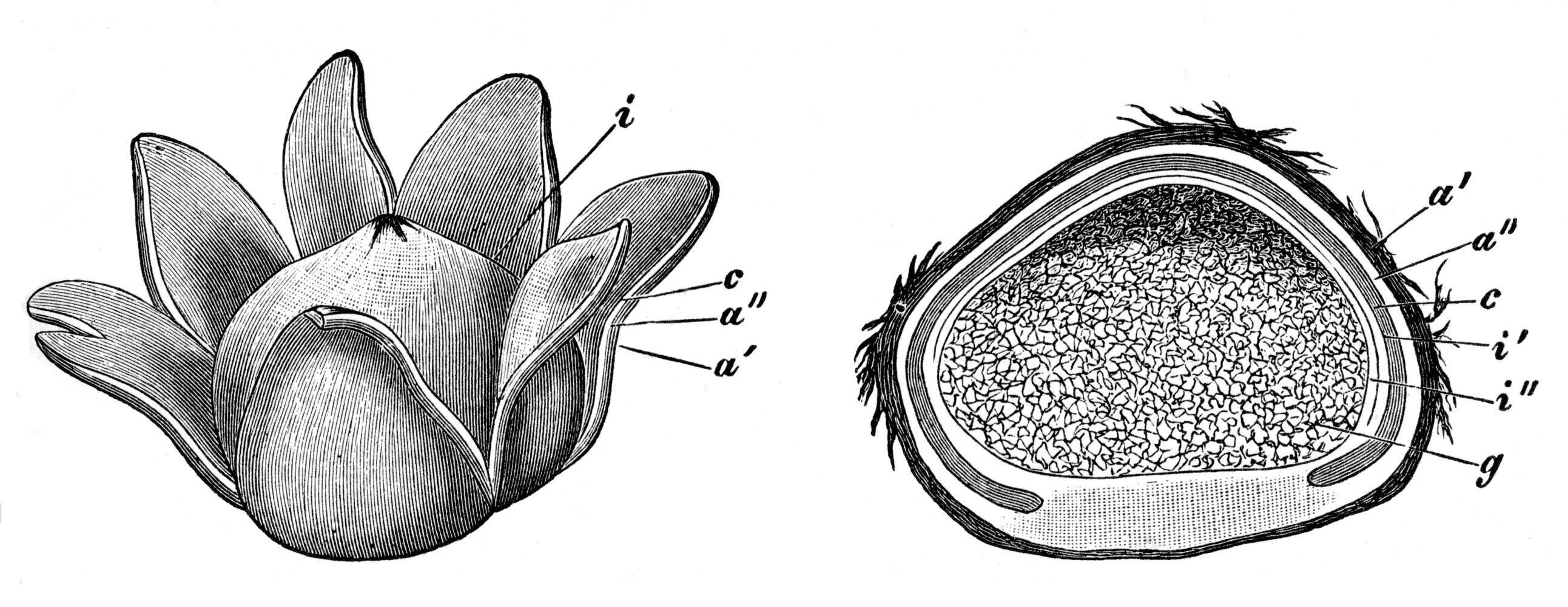
Astraeus hygrometricus

Il s'agit d'une espèce ectomycorhizienne qui pousse en association avec les Chênes et les Pins, surtout sur les sols pauvres et sablonneux. Dans cette association, le mycélium de l'Astrée hygrométrique extrait de l'eau et des nutriments particulièrement le phosphore et reçoit des hydrates de carbone issus de la photosynthèse des arbres.  

## Comestibilité
En Europe, l'Astrée hygrométrique est considérée comme non comestible alors que les espèces asiatiques proches sont consommées au Népal et en Inde, notamment au Bengale.

## Taxonomie
Le nom scientifique complet (avec auteur) de ce taxon est Astraeus hygrometricus (Pers.) Morgan.
L'espèce a été initialement classée dans le genre Geastrum sous le basionyme Geastrum hygrometricum Pers..
Astraeus hygrometricus a pour synonymes :
- Astraeus hygrometricus f. decaryi (Pat.) Pat.
- Astraeus hygrometricus f. ferrugineus V.J.Staněk
- Astraeus hygrometricus var. anglicum Pers.
- Astraeus stellatus (Scop.) E.Fisch.
- Geastrum argentum Desvaux
- Geastrum castaneum Desvaux
- Geastrum commune Desvaux
- Geastrum decaryi Pat.
- Geastrum diderma Desvaux
- Geastrum fibrillosum Schwein.
- Geastrum hygrometricum Pers.
- Geastrum hygrometricum subsp. anglicum Pers.
- Geastrum hygrometricum var. paucilobatum Wettst.
- Geastrum stellatum (Scop.) Wettst.
- Geastrum vulgare Corda, 1842
- Geastrum vulgaris Corda
- Lycoperdon stellatum L., 1753
- Lycoperdon stellatus Scop.